# Protorthodes oviduca
Protorthodes oviduca là một loài bướm đêm trong họ Noctuidae.